# Jarnages

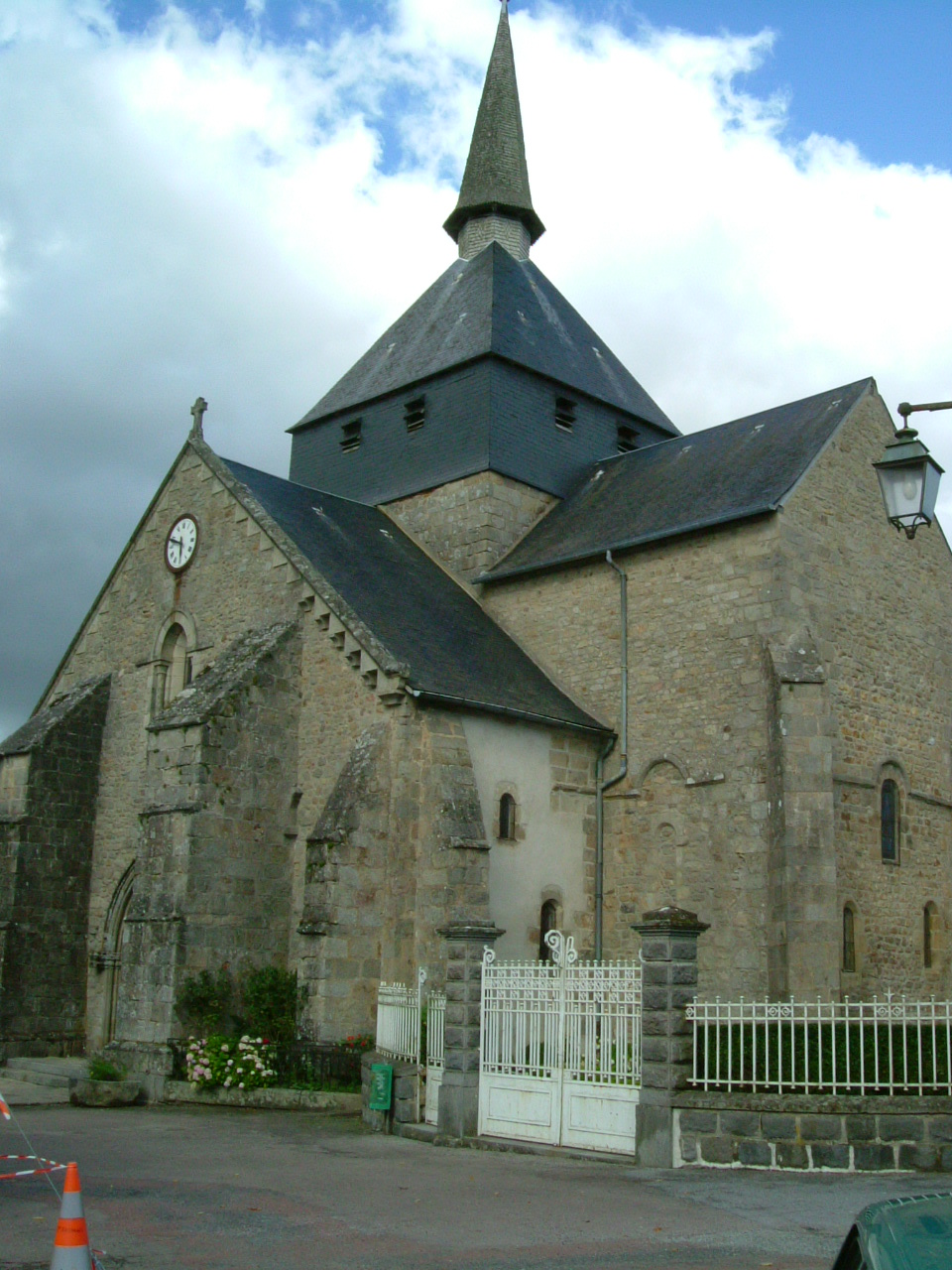
Kościół św. Michała (2008)

Jarnages – miejscowość i gmina we Francji, w regionie Nowa Akwitania, w departamencie Creuse.
Według danych na rok 1990 gminę zamieszkiwało 449 osób, a gęstość zaludnienia wynosiła 49 osób/km² (wśród 747 gmin Limousin Jarnages plasuje się na 272. miejscu pod względem liczby ludności, natomiast pod względem powierzchni na miejscu 573.).

## Populacja

Populacja Jarnages w latach 1962–2008